# Lignan-de-Bordeaux
 Lignan-de-Bordeaux  es una población y comuna francesa, situada en la Región de Nueva Aquitania, departamento de Gironda, en el distrito de Burdeos y cantón de Créon.

## Demografía
| 387 | 465 | 530 | 643 | 722 | 677 |
| Para los censos de 1962 a 1999 la población legal corresponde a la población sin duplicidades (Fuente: INSEE [Consultar]) |     |     |     |     |     |